# Hugh Carter
Pour les articles homonymes, voir Carter.
Hugh Alton Carter Sr., dit Hugh Carter, né le 13 août 1920 et mort le 24 juin 1999, est un homme politique et homme d'affaires américain originaire de Géorgie. Il est également le cousin germain de l'ancien président américain Jimmy Carter.

## Jeunesse et éducation
Né à Plains, en Géorgie, Carter a servi pendant la Seconde Guerre mondiale en tant que lieutenant de l'armée américaine et a participé aux combats en Europe. Après la guerre, Carter reste dans la réserve et prend sa retraite en tant que lieutenant-colonel en 1964. Carter est diplômé de la Georgia Southwestern State University, à une époque où il s'agissait d'un cursus de deux ans, puis de l'Institut de Technologie de Géorgie avec un BS en ingénierie industrielle, suivi d'un MBA de la Wharton School of Business de l'Université de Pennsylvanie.

## Carrière politique
Carter a servi sept mandats (14 ans) au Sénat de l'État de Géorgie, de 1967 à 1981 en tant que démocrate. Il représente le district 14 et succéde à son cousin, le futur président Jimmy Carter, à ce poste. Il a représenté huit comtés ruraux de Géorgie et a été président du Comité sénatorial de l'éducation et membre éminent des comités des crédits, des règles et des affaires fiscales.

## Entreprises commerciales
Carter a possédé un magasin d'appâts et un magasin général (plus tard d'antiquités). En 1949, Carter démarre une troisième entreprise de culture d'appâts pour poissons. Initialement limité aux grillons, il s'est ensuite étendu aux vers. Au milieu des années 1950, Carter vendait des vers dans tout le pays et revendiquait le titre de « plus grand éleveur de vers au monde », produisant plus de 60 millions de vers par an,. Carter a écrit six brochures sur l'élevage de vers et de grillons, le best-seller en 1958 étant 18 Secrets of Successful Worm Raising, La brochure était vendue à l'origine pour 1,00 $. Lorsque Carter a augmenté le prix à 2,95 $, les ventes ont augmenté encore plus rapidement.
En 1978, il écrit un livre : Cousin Beedie et Cousin Hot : Ma vie avec la famille Carter de Plains, en Géorgie. Le livre a attiré la colère de la tante Lillian Carter et du cousin Billy Carter. Dans ce livre, il qualifie la mère du président de « dominatrice », tout en donnant son avis sur le frère du président, Billy : « Ce n'est pas un bouseux, mais il peut gagner de l'argent en tant que bouseux ». Peu de temps après la publication du livre, Carter s'est attiré un adversaire politique. Le producteur d'arachides Malcolm « Chicken » Wishard était soutenu par la tante Lillian et le cousin Billy, tous deux mécontents. Cependant, le slogan de campagne de Wishard « Aidez le poulet à attraper le ver » n'a pas réussi à inspirer les électeurs et Carter a été réélu pour un autre mandat au Sénat de l'État.
Carter prend sa retraite du Sénat de l'État en 1981. Son entreprise de culture d’appâts connaît une baisse de ses ventes dans les années 1990 et ferme en 1996.

## Mort
À l'âge de 78 ans, Carter meurt à Americus, en Géorgie, le 24 juin 1999.